# Gordana Perkučin
Gordana Perkučin (Novi Kneževac, 7 de maio de 1962) é uma ex-mesa-tenista sérvia.

## Carreira
Gordana Perkučin representou a Iugoslávia nos Jogos Olímpicos de 1988 e os Estados independentes em 1992, conquistou a medalha de bronze em duplas em 1988.